# Yochanan Vollach
Yochanan Vollach (hebrejski: יוחנן וולך) (Kiryat Bialik,[kriva transliteracija] Palestina, 14. svibnja 1945.), izraelski umirovljeni nogometaš.